# Friedrich August Wilhelm von Brause
Friedrich August Wilhelm von Brause (né le 10 septembre 1769 à Zeitz et mort le 23 décembre 1836 à Francfort-sur-l'Oder) est un officier saxon, plus tard général d'infanterie prussien et 2e citoyen d'honneur de la ville de Francfort-sur-l'Oder.

## Biographie

### Origine
Friedrich August Wilhelm est issu de la famille noble prussienne-saxonne von Brause. Il est le fils du major général saxon et commandant de Leipzig Hans Karl von Brause (1718-1800) et de son épouse Karoline Henriette, née van Speckböckel (1737-1795). Son cousin est Johann Georg Emil von Brause.

### Carrière militaire
Dès l'âge de douze ans, Brause commence sa carrière militaire comme junker dans le régiment d'infanterie saxon "prince électeur". Sous le commandement de son père, il devient enseigne en 1786, puis sous-lieutenant en 1789 et participe au siège de Mayence et à la bataille de Kaiserslautern.
En tant qu'adjudant de régiment et premier lieutenant, il combat dans les batailles de Saalfeld et d'Iéna. Brause combat dans les batailles ultérieures des guerres napoléoniennes aux côtés des Français. Pour sa conduite à la bataille de Wagram, il est décoré de la croix de chevalier de l'ordre militaire de Saint-Henri le 4 août 1809. La même année, Brause reçoit également la croix d'officier de l'ordre de la Couronne de Westphalie et devient membre de la Légion d'honneur en 1812. Dès 1813, cependant, Brause mène des négociations secrètes sous les ordres du général Johann von Thielmann afin de préparer le passage des troupes saxonnes aux Alliés. En tant que commandant de la 1re brigade d'infanterie saxonne, Brause passe chez les alliés le 18 octobre 1813, jour de la bataille de Leipzig, contre l'ordre de son beau-frère, le général Heinrich Wilhelm von Zeschau (de), commandant en chef de la Saxe.
Nommé général de division par l'empereur russe Alexandre Ier, il défend Wavre contre le général français Emmanuel de Grouchy sous les ordres du général Thielmann, permettant ainsi à Blücher de venir en aide au duc de Wellington dans la bataille de Waterloo. Pour cela, Brause reçoit la croix de fer de 2e classe et, en décembre 1816, l'ordre de Saint-Vladimir de 3e classe.
Lorsque le Congrès de Vienne décide de la division de la Saxe, Brause s'engage dans l'armée prussienne et est nommé commandant de la 5e division d'infanterie à Francfort-sur-l'Oder le 5 septembre 1818. À ce poste, il reçoit en septembre 1827 l'ordre de l'Aigle rouge de première classe avec feuilles de chêne et, fin novembre 1834, l'ordre de Sainte-Anne de première classe. En tant que général d'infanterie, Brause est mis à la retraite avec pension le 19 mars 1835. En 1836, il est enterré dans l'ancien cimetière de Francfort-sur-l'Oder.

### Famille

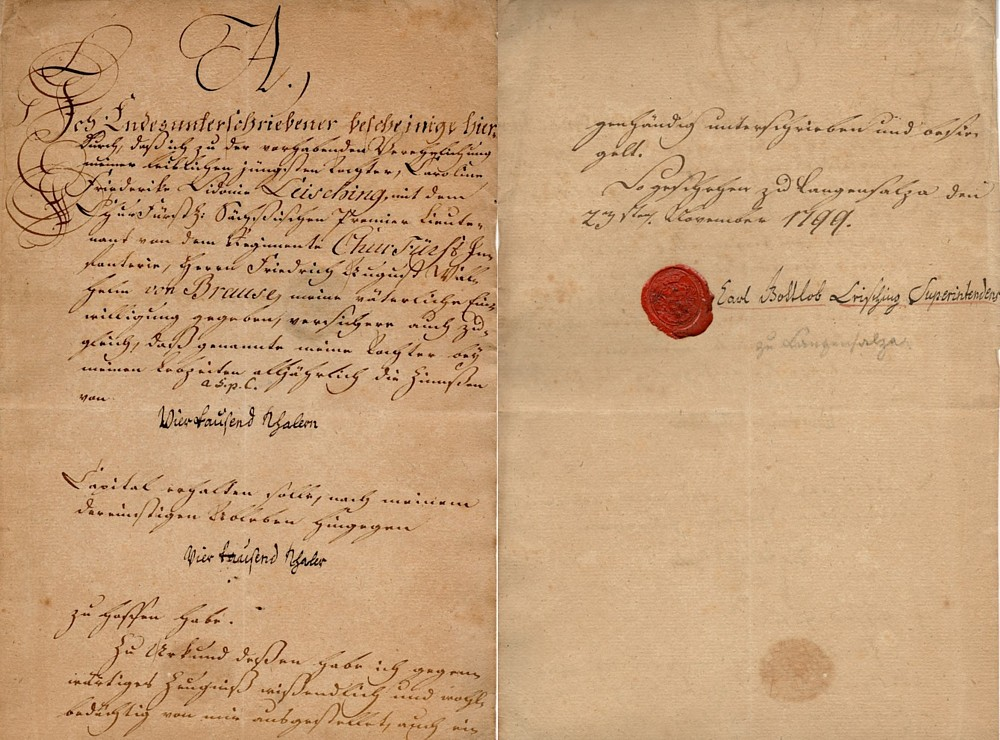
Certificat du beau-père à l'occasion du mariage avec Caroline Friederike Sidonie Leisching. 23 novembre 1799.

Brause se marie le 21 janvier 1800 à Clodra avec Karoline Friederike Sidonie Leisching (1772–1843). Elle est la fille du surintendant évangélique luthérien de Langensalza Karl Gottlob Leisching (de). Le mariage a produit sept enfants:
- Hans Karl (de) (1801–1871), général de division prussien marié avec Henriette Franziska Gottschalk (morte en 1861)
- Otto (1802–1859), colonel prussien marié avec Minna Linau (morte en 1860)
- Julius (1804–1871), lieutenant-colonel prussien
- Caroline Natalie (1805–1846)
- Herman (1806–1817)
- Adolf Friedrich (1812-1879), propriétaire terrien et stagiaire du gouvernement marié avec Emmeline Sametzky (1818-1906), parents de Hans Adolf von Brause (de)
- Marie (1817-1900)